# Німецький хрестовий похід

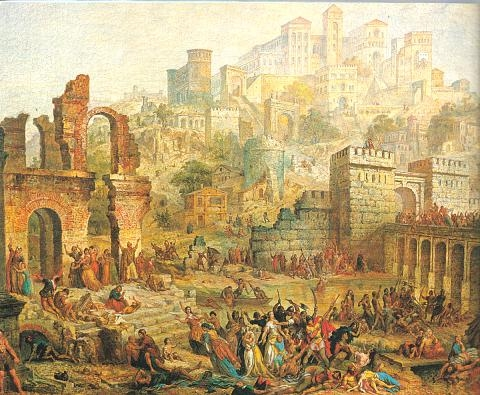
Різанина євреїв Мец під час Першого хрестового походу, Огюста Мігетте.

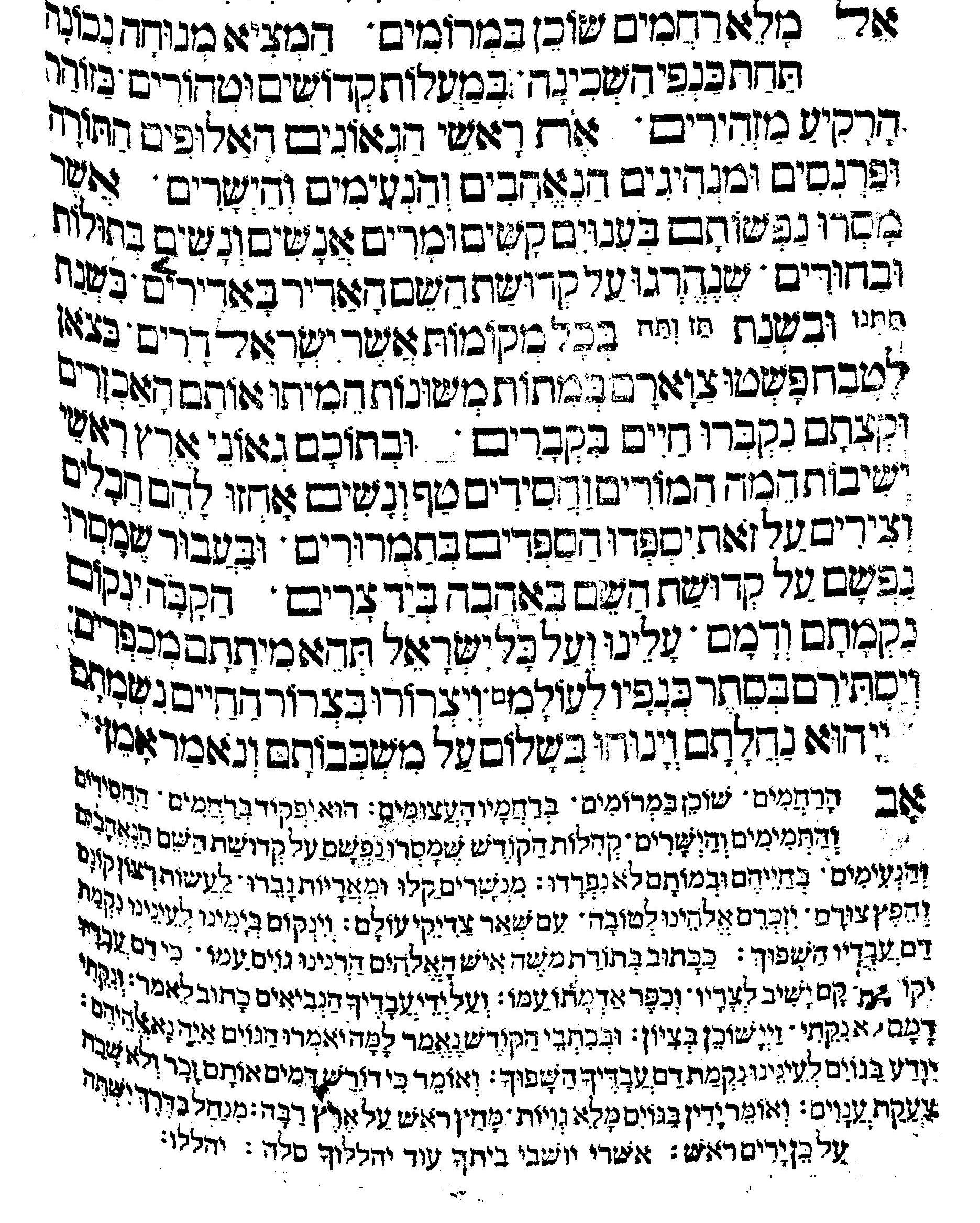
El Malé Rahamim — молитва богу Милосердя за вбиті громади, з молитовника міста Альтона.

Єврейські погроми під час Першого хрестового походу, також знані як Німецький хрестовий похід (євр. גזירות תתנ"ו, гзірот татнав (Погроми 4856) — ранній етап Першого хрестового походу, в якому натовпи французьких і німецьких селян, збіднілих лицарів, жебраків і волоцюг влаштували в 1096 році погром єврейських громад Європи. Займає важливе місце в сучасній єврейській історіографії і розглядається як перший приклад спалаху масового народного антисемітизму, який відтоді поширювався дедалі більше.

## Передумови
Хоча антисемітські настрої існували в Європі століттями, великого розмаху вони не набували від масових вигнань і примусових хрещень VII століття. Заворушення в Меці в 888 році не мали великої популярності свого часу. 992 року в синагогу Ліможа з метою очорнити євреїв було підкинуто опудало міського правителя, і оскільки народ вірив в юдейську магію, єврейська громада міста опинилася в серйозній небезпеці. Ще значніше стали антиєврейські виступи в 1000 році під час святкування тисячолітньої річниці Різдва Христового, після якого очікувалося Друге пришестя Спасителя, і загроза вигнання євреїв з Тріра в 1066 році, яка не було приведене у виконання через часті цивільні заворушення і нестійкості влади. Істориками всі ці випадки розглядаються як традиційні форми оголошення єврейських громад поза законом властями, а не результат нападу розгнузданої юрби.
В Іспанії з VIII століття йшла Реконкіста, де християни перебували в стані нескінченної війни з мусульманами з Африки, які захопили на той час майже весь Піренейський півострів. Попри те, що часто причиною битв опинялася звичайна політична боротьба за владу, іноді ці зіткнення розросталися до масштабу справжніх релігійних воєн. Лицарі, які приходили до Іспанії через Піренеї, охоче давали вихід своєму довго стримуваному релігійному запалу і вбивали євреїв поряд з мусульманами. Це настільки виходило за рамки звичайних військових ексцесів, що в 1063 році папа Олександр II випустив буллу з попередженням проти нападів на євреїв, адресовану «всім єпископам Іспанії», а також архієпископу і віконту Нарбони. Також церквою були присічені примусові хрещення євреїв королями Робертом II у Франції і Генріхом II в Німеччині в 1007—1012 роках. У цих випадках місцеве населення залишалося пасивним, надаючи владі самій розраховуватися з євреями.
Пристрасті розгорілися знову з листопада 1095 із закликом відвоювати Святу землю у невірних, видану папою римським Урбаном II на Клермонському соборі, який в тому числі закликав покарати мечем не тільки мусульман, але і всіх, хто сповідував будь-яку іншу релігію, відмінну від християнства. Проповіді папи і інших церковників лягли на благодатний ґрунт, бо ідеї хрестового походу вже були популярні серед народу в західноєвропейських державах (перші єврейські громади Франції були атаковані ще в червні і липні 1095 року) і викликали масовий релігійний психоз серед населення. Незабаром звістка про похід на Схід поширилася по всій Західній Європі, переважно на територіях з франкомовним населенням, на захід від Рейну, і стали створюватися ополчення, чий похід зазвичай називають Селянським хрестовим походом.
Маси людей під проводом місцевих лідерів — бідних лицарів або навіть селян — збиралися на півночі Східної Франції, в Лотарингії, Фландрії і самій Німеччині, особливо в західній її частині. Серед різношерстої публіки, котра становила ці ополчення, вирізняється постать Петра Пустельника, монаха-відлюдника, який оголосив себе закликачем хрестового походу, як тільки до нього дійшли перші звістки про Клермонський собор. З Франції він прибув до Німеччини, проповідуючи в прирейнських областях, і з часом в очах мас перетворився на пророка.
Суспільний настрій дуже швидко вийшов з-під контролю церкви і став некерованим. Єврейські хроніки тих часів вказують на те, що після проповіді папи і призову до походу в Святу землю в містах Франції та Німеччини почали лунати заклики вбивати євреїв, які були сприйняті не меншими ворогами, ніж мусульмани, за провину в розп'ятті Христа і неприйняття християнської віри. Про настрої можна міркувати за словами французького герцога Готфріда Бульонського, одного з лідерів Першого хрестового походу, який поклявся «піти в цей похід тільки після помсти крові розп'ятого пролиттям крові єврейської, повним викоріненням тих, хто називаються євреями, таким чином пом'якшивши гнів Божий». За словами хроніки Сігеберта з Жамблу, «поки євреї не хрестяться, не зможе вибухнути війна в славу Господа. Тих, хто відмовиться, потрібно позбавити своїх прав, вбивати і виганяти з міст».

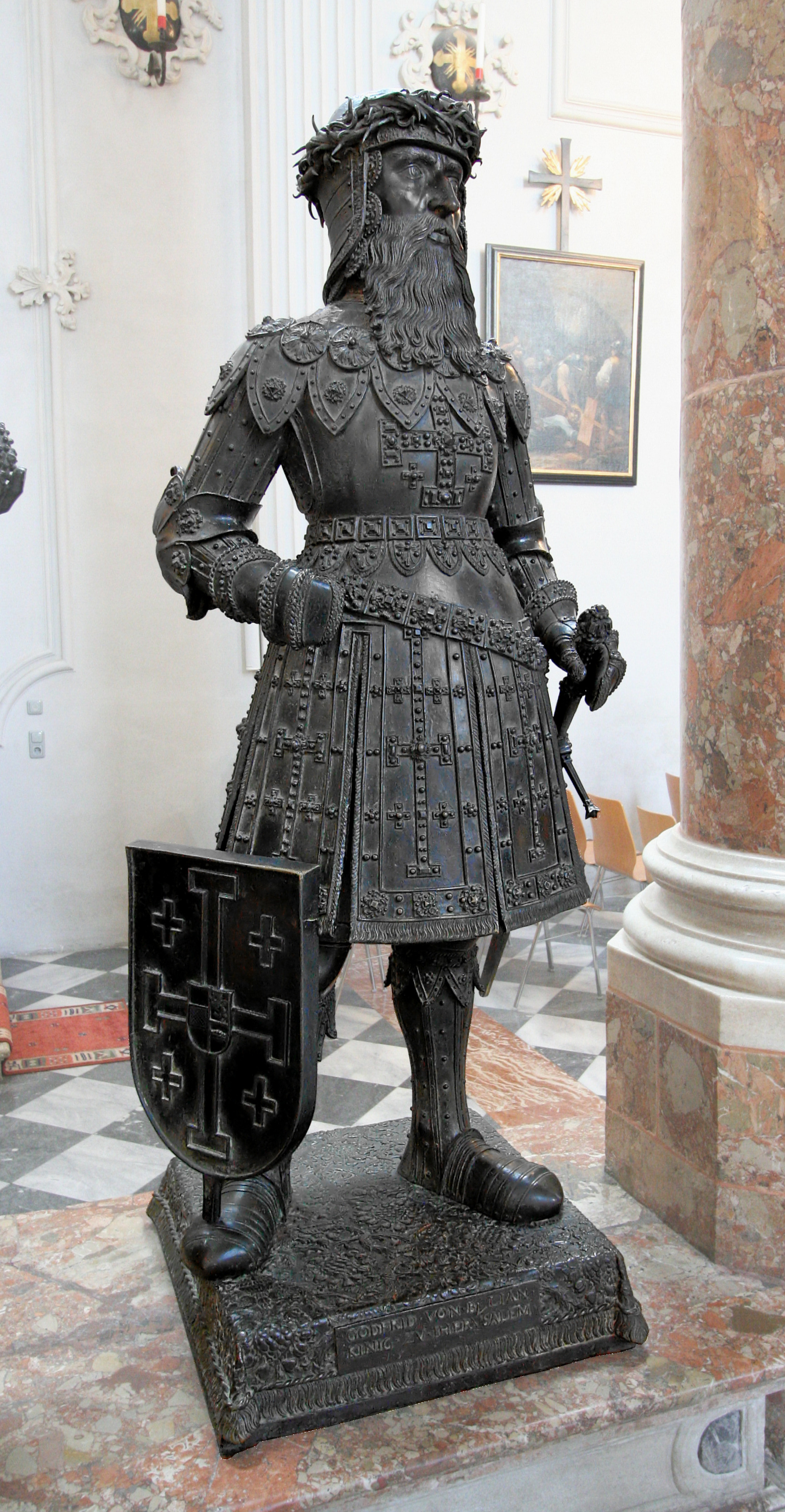
Статуя 16-го століття Готфріда Бульйонського з групи героїв, оточуючих пам'ятник Максиміліана I, імператора Священної Римської імперії.

Також багато християн замість того, щоб їхати за тисячі кілометрів заради боротьби з невірними, зволіли спершу розібратися з невірними серед них — європейськими євреями. Це підтверджується в записах Соломона бар Самсона, відомого єврейського хроніста тих часів: «… проходячи через місця, де жили євреї, сказали один іншому: от ми йдемо в далеку дорогу шукати будинок ганьби і помститися ісмаільтянам, а от євреї, які живуть серед нас, батьки яких вбили його і розіп'яли його нізащо. Помстимося-но їм спочатку, та знищимо їх з народів, і не буде згадано більше імені Ізраїля, або будуть як ми і визнають сина зловмисництва».
Більш практичною причиною погромів стала відчайдушна потреба хрестоносців в грошах, а рейландські єврейські громади були багатими і процвітаючими, що було викликано їх ізоляцією і дозволом властей займатися лихварством (у той час як католикам робити це було заборонено). Напади на євреїв стали найпростішим способом розбагатіти — будь то шляхом прямого пограбування або за рахунок викупу, який були змушені платити євреї, які потрапили в халепу. Багатьом хрестоносцям довелося впасти в борги перед єврейськими лихварями заради придбання зброї та іншого спорядження для походу, таким чином, вбивства і пограбування євреїв обґрунтовувалися святими цілями.
Імператор Генріх IV наказав всім герцогам і єпископам захищати євреїв від хрестоносців. На початковому етапі Готфрід Бульйонський під тиском імператора був змушений відмовитися від клятви. Також і Петро Пустельник, увійшовши зі своїм загоном в Трір в квітні 1096, не вів антиєврейську агітацію і обмежився стягненням данини з єврейської громади. Все змінилося, коли після його відходу в рейнську область хлинули селянські маси і міська чернь з Франції. Міським і церковним властям було вже не під силу утримати їх від насильства.

## Огляд подій
Після перших зборів та організації було створено п'ять ополчень, які вирушили одне за іншим з Франції на Схід, в німецькі землі; по дорозі до них приєднувалися маленькі загони і нечисленні лицарі. Основне ополчення під проводом Петра Пустельника виступило на початку березня з Франції, і 12 квітня проповідник встановив свою кафедру в Кельні. На шляху в Кельн до нього приєдналися кілька французьких лицарів, в тому числі сім'я Пуассі, одному з членів якої, Вальтеру Голяку, належало зіграти важливу роль в селянському поході. 20 квітня Петро на чолі найбільшого ополчення вирушив на південь услід за меншим загоном, який вийшов раніше під проводом Голяка.
Єврейські громади прирейнських районів були попереджені про небезпеку, що насувається французькими євреями, які забезпечили Петра листом для громади міста Тріра. У ньому наказувалося «забезпечувати Петра провіантом усюди, де його шлях буде проходити через єврейське поселення», а Петро натомість мусив «відгукуватися про євреїв прихильно, бо він монах і до його слів прислухаються» Громада Майнца, а слідом за нею й інші, оголосила громадський піст і встановила молитви, сподіваючись уникнути гіркої долі.
Після того, як ополчення виступило з Кельна, в місті залишилися переважно французькі війська на чолі з якимось Фолькмаром або Фулькером, лицарем і колишнім монахом. Можливо, це були ті ж люди, які раніше влаштували погроми у Франції, але точних відомостей про це немає. Через кілька днів після відходу Петра Пустельника Фолькмар рушив до Чехії, і в другій половині травня його війська прибули до Праги. Чеський князь Бржетіслав II воював у той час у Польщі, містом управляв єпископ Козьма. Фолькмар поставив місцеву єврейську громаду перед вибором: хрещення або смерть. Багато членів громади були вбиті, багато інших були примушені хреститися. Єпископ, який намагався врятувати євреїв, нічого не міг зробити проти збройної сили хрестоносців.
Тоді ж почалися страшні погроми в рейнських містах, на чолі яких стояв впливовий французький віконт Гійом ле Шарпантьє (Вільям Тесляр). 3 травня його війська увійшли в Шпаєр, де 9 травня натовп схопив десятьох євреїв, привів до церкви й хотів насильно хрестити. Після відмови всі були вбиті. Іншу громаду врятувало втручання єпископа, який з'явився із значною військовою силою, придушив повстання і покарав деяких з призвідників, наказавши відрубати їм руки. Потім він зібрав євреїв у своєму замку, де вони ховалися весь тиждень, поки погромники шаленіли в місті.
18 травня ці ж війська прибули в Вормс. Розійшлася мова про те, що євреї вбили християнина, щоб за допомогою трупа отруїти міські колодязі. Тутешній єпископ намагався спочатку захистити громаду, укривши її в фортеці, однак через тиждень повідомив членам громади, що більше не може витримувати облогу натовпу. Після цього 24 травня розпочався грабіж і спалення єврейських будинків і синагог, а 31 травня почалася різанина. 800 євреїв були вбиті. Більшість тих, хто вижив, поставлених перед вибором «хрещення або смерть», зволіли покінчити життя самогубством, хрещення вибрали лише небагато.

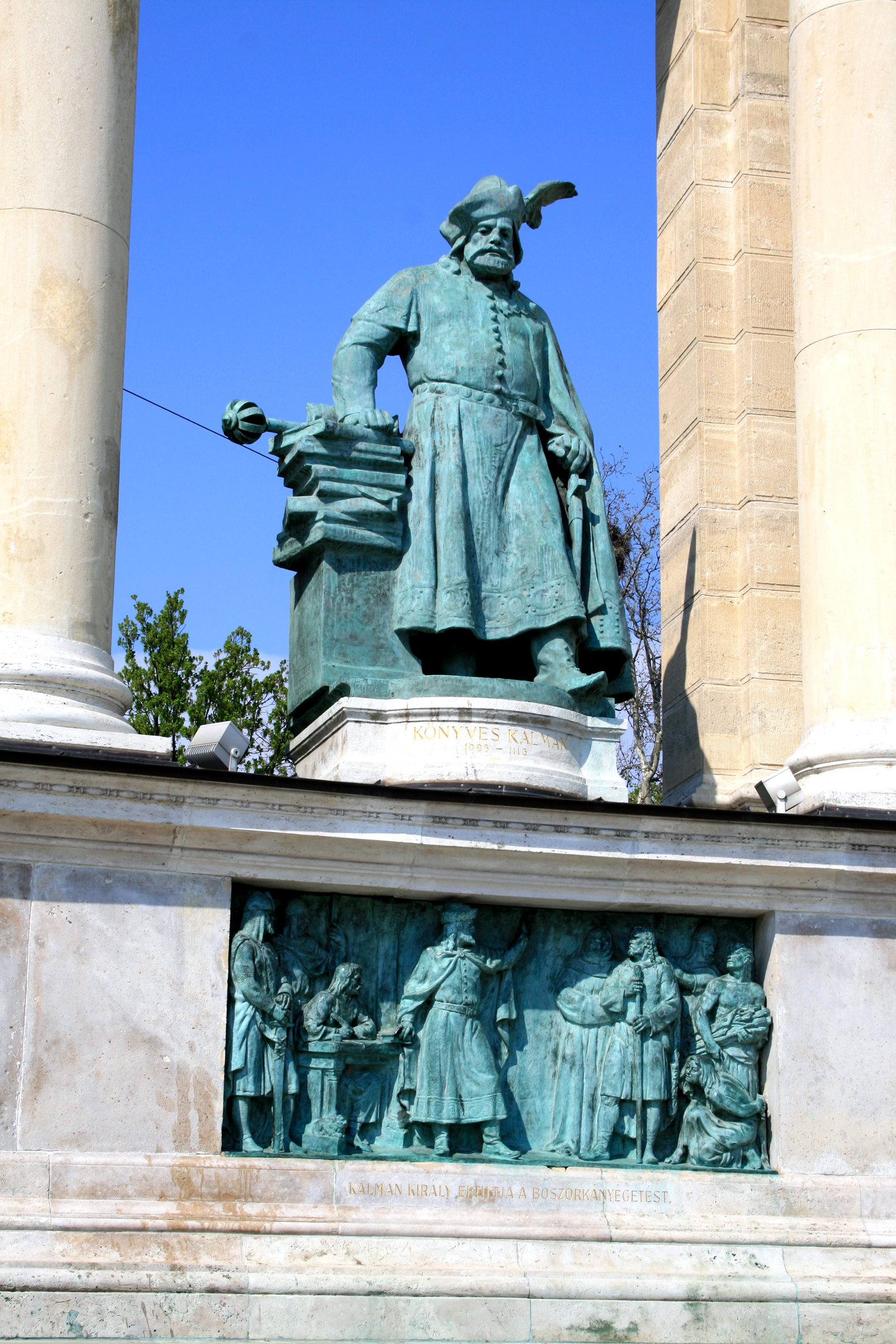
Статуя Кальмана, Площа Героїв, Будапешт, Угорщина

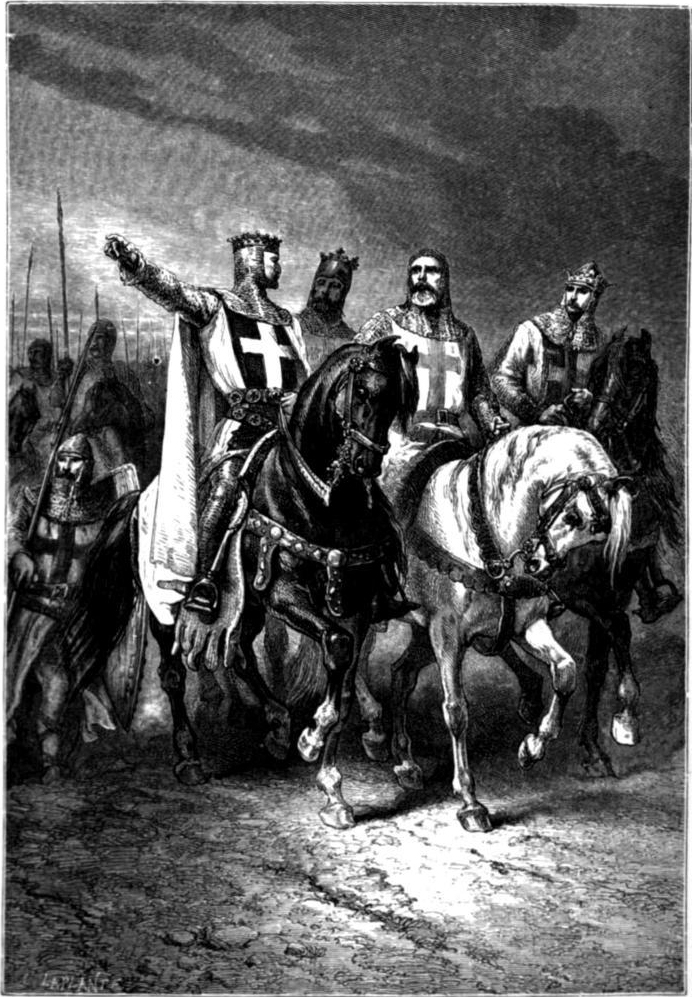
Х'ю був одним з лицарських керівників Першого хрестового походу

Після цього Шарпантьє і його люди пішли в Майнц, де зустрілися з графом Флонхайма, Еміхо Лейнінгеном, німецьким аристократом, який стверджував, що в божественному одкровенні отримав наказ: привести євреїв до хрещення або знищити їх. В Майнці 1300 євреїв за велику плату були укриті місцевим єпископом Рутхардом, родичем Еміхо, а безліч городян на чолі з бургомістром, гвардією єпископа і збройними єврейськими загонами встали на шляху перших хвиль погромників. Попри це, армія з 10 000 чоловіків, жінок і дітей, що прийшла в місто під проводом Шарпантьє і Еміхо, оволоділа замком єпископа і учинила різанину, вбиваючи всіх, хто відмовлявся змінити свою віру, причому при погромі частина міста загорілася. З усієї громади тільки 60 найбагатшим євреям вдалося виїхати з міста, але пізніше вони були спіймані і вбиті.
Після погромів в Майнці армія Еміхо пішла на південь, через Вюрцбург і Нюрнберг, і 10 червня прибула в Регенсбург, де частина єврейської громади була знищена, а частина насильно хрещена, після чого хрестоносці продовжили свій шлях до кордону Угорщини.
Тим часом в Кельн прийшли нові ополчення, що складаються з англійців, фламандців і лотарингців, які також не бажали відмовлятися від своєї здобичі. Погром розпочався ввечері свята П'ятидесятниці грабежами і спаленням єврейських священних книг. Архієпископ міста, Герман III, разом з городянами намагався заховати євреїв, а потім розподілив їх по довколишніх селах. Близько трьох тижнів біженцям вдавалося переховуватися, але 24 червня євреї були виявлені в Нойсі, вдень пізніше — в Вевелінгховені, а 30 червня — у Мерсі. Всіх, хто відмовився хреститися, було вбито.
Незабаром різанина поширилася ще ширше. За описами хронік, переслідування охопили не тільки Німеччину і Францію, але і перекинулися також в Північну Італію, де збереглося ім'я як мінімум одного мученика, Моше з Павії. Давид Ганс, знаменитий єврейський історик і астроном XVI століття, пише, що "в той рік хвиля погромів і переслідувань прокотилася по всій Німеччині, Франції, Італії, Іспанії, Англії, Угорщини та Богемії. Ці переслідування були безпрецедентні за своєю жорстокістю ".
За травень і червень 1096 року у погромах загинули від 5000 до 12 000 євреїв, чимала частина яких самі воліли померти, але не відмовитися від своєї віри.

## Поведінка євреїв під час погромів
Спочатку рейнські громади, яким довго вдавалося уникати відкритих нападів, заколисували себе упевненістю, що «з ними цього трапитися не може». Очевидно, вони були введені в оману і вважали, що подібно євреям у Франції їм доведеться тільки забезпечити хрестоносців провіантом та іншими запасами, і з готовністю взяли на себе цей додатковий тягар. Так, старійшини Майнца писали: «Що ж до нас, у нас немає приводу для побоювань. У нас навіть чутки не ходять про які-небудь задумані переслідування або про меч, занесений над нашими головами». Рейнські євреї не відразу зрозуміли, що цього разу їм доведеться мати справу не з якимось єдиним керівництвом, а зі стихійно виникаючими розрізненими бандами. Інший раз їм вдавалося відкупитися і загони проходили, не заподіюючи євреям шкоди, але ті, що йшли услід за ними не вважали себе зобов'язаними слідувати їх прикладу.
Після того як євреї усвідомили, що їх вибір — хрещення або смерть, у багатьох місцях почалося ритуальне самознищення, натхнена єврейськими мучениками минулого. Подібні акти героїзму відбувалися як ритуальне вбивство, спеціальними ножами, заточеними відповідно до єврейського закону про вбивство жертовних тварин. Євреї вбивали себе, свої сім'ї і навіть маленьких дітей і немовлят, щоб ті не стали християнами. В деяких випадках визнані мудреці громади стежили за цими масовими вбивствами і йшли з життя останніми, покінчивши з собою.
Не всі в гнаних громадах закінчували життя самогубством. Багато хто загинув від руки нападників, не маючи можливості приєднатися до акта самознищення. Інші падали духом, в останній момент відмовляючись від самогубства, і були вбиті погромниками. Треті поступалися і приймали хрещення, щоб зберегти собі життя. Багатьох фізично примушували хреститися — з розповідей, євреїв Мерса замкнули на ніч і ретельно охороняли, щоб вони не змогли покінчити з собою, а вранці насильно поволокли до хрещенської купелі.

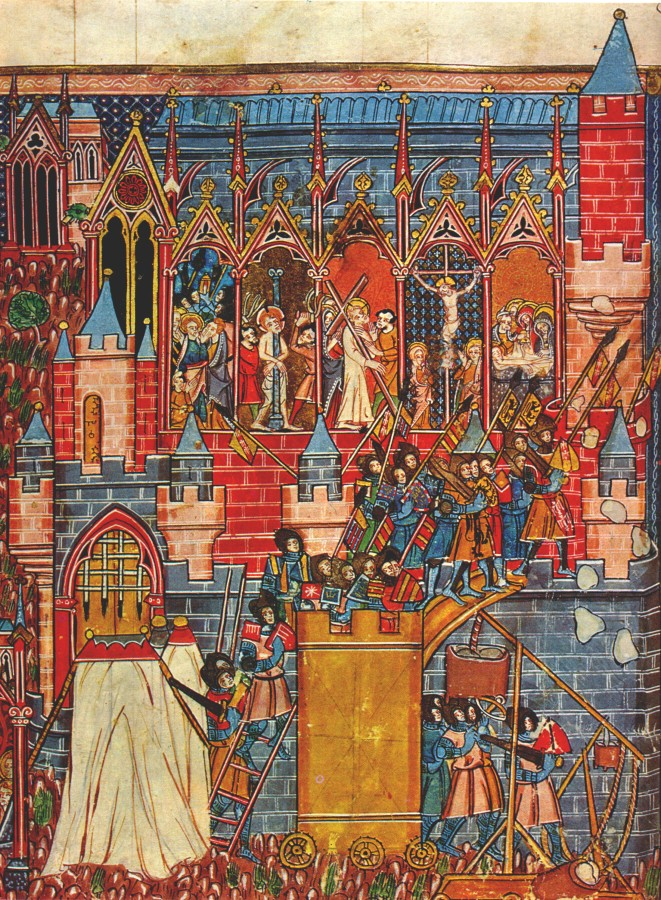
Облога і взяття Єрусалима, 1099

Більшість хрещених з часом повернулося до своєї віри. Зокрема, так вчинила громада Регенсбурга, де під час погрому натовп з благословення місцевих церковних чинів хрестила євреїв в Дунаї. Після того, як хрестоносці покинули цю місцевість, громада повернулася до сповідування юдаїзму.Німецький імператор Генріх IV, який перебував в конфронтації з Ватиканом, оголосив насильницьке хрещення недійсним і дозволив зверненим, не ховаючись, повернутися в юдаїзм. Євреї, які не пройшли хрещення, тепло прийняли людей, які повернулися. Раші, крупний єврейський громадський діяч того часу, не тільки дозволив євреям пити зроблене ними вино, але також дозволив їм виконувати ритуальні функції коенів. Загалом у пам'яті нащадків залишився тільки безприкладний героїзм мучеників, чиї подвиги вихвалялись в безлічі віршів, більшість яких включені в постійну літургію в європейських синагогах.

## Ставлення церкви до погромів
Майже скрізь церковні ієрархи приймали сторону євреїв. Офіційна позиція церкви того часу, ґрунтуючись на писаннях IV—VI століть, свідчила, що становище євреїв в суспільстві і саме їх існування були «свідченням віри», яке підтверджувало правоту християнства. Вважалося, що в майбутньому євреям належало визнати Христа, якого вони колись відкинули, і врешті днів добровільно прийняти хрещення. Теологи сперечалися про те, чи мають насильно хрещені євреї право повернутися до юдаїзму після того, як вони пройшли таїнство хрещення, надприродна дія якого практично непідвладна людині.
Як би там не було, відповідно до згаданою позицією вбивство євреїв заборонялося церквою. Це підтверджується хроністом Гюго з Флавіньо: "Просто вражає, що в один і той самий день в абсолютно різних місцях могли відбутися такі побоїща. Різали і вбивали в єдиному дикому пориві, попри те, що це засуджувалося як вчинок, несумісний з релігією. Очевидно, що побоїща не можна було запобігти, попри страх відлучення від церкви, що накладається багатьма священиками на тих, хто заплямував руки кров'ю, так само як і на загрозу покарання, витікаючу від багатьох світських правителів ".
Можна також припустити, що в основі церковної позиції лежали земні інтереси, то є необхідність захистити важливе джерело доходів єпископів, які керували містами.

## Другорядні джерела
- Robert Chazan, God, Humanity, and History: The Hebrew First-Crusade Narratives (Berkeley and Los Angeles: University of California Press, 2000)
- Robert Chazan, In the Year 1096: The Jews and the First Crusade (Philadelphia: Jewish Publication Society of America, 1996)
- Jeremy Cohen, "A 1096 Complex? Constructing the First Crusade in Jewish Historical Memory, Medieval and Modern, "
- Jeremy Cohen, Sanctifying the Name of God: Jewish Martyrs and Jewish Memories of the First Crusade, University of Pennsylvania Press, 13 Feb 2006
- David Nirenberg, The Rhineland Massacres of Jews in the First Crusade, Memories Medieval and Modern, in Medieval Concepts of the Past: Ritual, Memory, Historiography, 279—310
- Benjamin Z. Kedar, Crusade Historians and the Massacres of 1096, Jewish History, Vol. 12, No. 2 (Fall, 1998), pp. 11-31
- Eva Haverkamp, 'What did the Christians know? Latin reports on the persecutions of Jews in 1096', The journal of the Society for the Study of the Crusades and the Latin East, 2008, 59-86
- Eva Haverkamp, Martyrs in rivalry: the 1096 Jewish martyrs and the Thebean legion, Jewish History, Vol. 23, No. 4 (2009), pp. 319—342
- David Malkiel, Destruction or Conversion: Intention and Reaction, Crusaders and Jews, in 1096, Jewish History, Vol. 15, No. 3 (2001), pp. 257—280
- Shlomo Eidelberg, The Jews and the Crusaders: The Hebrew Chronicles of the First and Second Crusades, KTAV Publishing House, Inc., 1 Jan 1996 — History — 186 pages
- Shlomo Eidelberg, The First Crusade and the persecutions of 1096 : a recollection for their 900th anniversary, Medieval Ashkenazic History (1999) 29-74
- (Hebrew) Joseph Hacker, «On the Persecutions of 1096,» Zion 31 (1966), 229—231
- (Hebrew) Facing the Cross: The Persecutions of 1096 in History and Historiography, ed. Y.-T. Assis et al. (Jerusalem, 2000)
- (German) Gerd Mentgen, Die Juden des Mittelrhein-Mosel-Gebietes im Hochmittelalter unter besonderer Berücksichtigung der Kreuzzugsverfolgungen [The Jews of the Middle Rhine Moselle area in the High Middle Ages, with special emphasis on crusade persecutions], in: Der Erste Kreuzzug 1096 und seine Folgen, Die Verfolgung der Juden im Rheinland [The First Crusade in 1096 and its aftermath, the persecution of Jews in the Rhineland], edited by the Evangelical Church in the Rhineland, Düsseldorf 1996 (Schriften des Archivs der Evangelischen Kirche im Rheinland 9), pages 37-75; same text in: Monatshefte für Evangelische Kirchengeschichte des Rheinlandes 44 (1995), pages 37-75
- (German) Eva Haverkamp, Hebräische Berichte über die Judenverfolgungen während des Ersten Kreuzzugs [Hebrew reports on the persecution of Jews during the First Crusade]. (Monumenta Germaniae Historica. Hebräische Texte aus dem mittelalterlichen Deutschland, 1.) Pp. l+626. Hanover: Hahnsche Buchhandlung, 2005.

## Додаткова література
- Albert of Aix, Historia Hierosolymitana
- Robert Chazan, European Jewry and the First Crusade. University of California Press, 1987.
- Robert Chazan, In the Year 1096: The First Crusade and the Jews. Jewish Publication Society, 1996 (also contains extracts from the Hebrew chronicles).
- Jeremy Cohen, Sanctifying The Name of God: Jewish Martyrs and Jewish Memories of the First Crusade. University of Pennsylvania Press, 2004.
- Matthew Gabriele, "Against the Enemies of Christ: The Role of Count Emicho in the Anti-Jewish Violence of the First Crusade, " in Christian Attitudes towards the Jews in the Middle Ages, ed. Michael Frassetto. Routledge, 2007. (available online).
- Adolf Kober, Cologne, The Jewish Publication Society of America, Philadelphia 1940 (available online).
- Kenneth Setton, ed., A History of the Crusades. Madison, 1969—1989 (available online).